# Кокдомбак
Кокдомбак (каз. Көкдомбақ) — село в Баянаульском районе Павлодарской области Казахстана. Входит в состав Сатпаевского сельского округа. Находится на реке Ащысу примерно в 49 км к западу от Баянаула. Код КАТО — 553657400.

## Население
В 1999 году население села составляло 201 человек (99 мужчин и 102 женщины). По данным переписи 2009 года, в селе проживало 229 человек (133 мужчины и 96 женщин).